# Санкт-Вендель (район)
Санкт-Вендель (нем. St. Wendel) — район в Германии. Назван в честь св. Венделина, жившего в тех краях. Центр района — город Санкт-Вендель. Район входит в землю Саар. Занимает площадь 476 км². Население — 90,8 тыс. чел. (2010). Плотность населения — 191 человек/км².
Официальный код района — 10 0 46.
Район подразделяется на 8 общин.

## Города и общины
1. Санкт-Вендель (26 253)
2. Толай (12 743)
3. Марпинген (10 793)
4. Нофельден (10 158)
5. Нонвайлер (8912)
6. Фрайзен (8373)
7. Намборн (7319)
8. Оберталь (6236)

(30 июня 2010)